# سيريوس سام: هجوم كاميكازي!
خطيرة سام: هجوم كاميكازي! هي لعبة تعمل تلقائيًا عام 2011 تم تطويرها بواسطة Be-Rad Entertainment ونشرتها Devolver Digital . يتحكم اللاعب في كاميكازي مقطوع الرأس يطارد سام «سيريوس» ستون في محاولة لهزيمته. تتحرك الشخصية تلقائيًا ويمكنها تفادي أو تشتيت المخاطر الواردة. تم الإعلان عنه في مارس 2011 وتم تطويره على مدار ستة أشهر، هجوم كاميكازي! كجزء من سلسلة سيريوس سامللترويج لإطلاق سيريوس سام 3: بي إف إي . ظهر لأول مرة لنظامي التشغيل أندرويد وأي أو أس في سبتمبر 2011، تلاه إصدار لنظام التشغيل ويندوز في يناير 2012. تلقت اللعبة استقبالًا متباينًا، مع الثناء على ضوابطها، وتضارب الآراء حول صورها، والنقد لتكرارها وعدم جاذبيتها لغير محبي سلسلة سيريوس سام.

## روابط خارجية
قالب:Serious Sam